# Gewebefaktor
Gewebefaktor (auch Faktor III oder Gewebethromboplastin, engl. auch Tissue factor) ist ein an der Blutgerinnung beteiligtes Protein. Deshalb wird er zur Gruppe der Gerinnungsfaktoren gezählt. Er befindet sich im Gewebe (Subendothel), in Blutplättchen und in Leukozyten (weißen Blutkörperchen).

## Genetik
Das Gen für den Gewebefaktor befindet sich auf Chromosom 1 Genlocus p22-p21.

## Aufbau
Der Gewebefaktor ist ein Protein, das aus drei Domänen besteht:
1. Eine Domäne, die außerhalb der Zelle liegt. Diese bindet sich durch Protein-Protein-Interaktionen an das aktivierte Proconvertin (Faktor VIIa). Proconvertin besteht auch aus verschiedenen Domänen. Eine dieser Domänen, die carboxylierte γ-Carboxyglutamat-Domäne, bindet in Gegenwart von Kalzium an negativ geladene Phospholipide. Diese Bindung erhöht die Protein-Protein-Bindung zwischen Proconvertin und Thrombokinase (Faktor X).
2. Eine Domäne, die die hydrophobe Zellmembran durchdringt.
3. Eine Domäne von 21 Aminosäuren Länge innerhalb der Zelle, die die Signalfunktionen des Thromboplastins übernimmt.

## Funktion

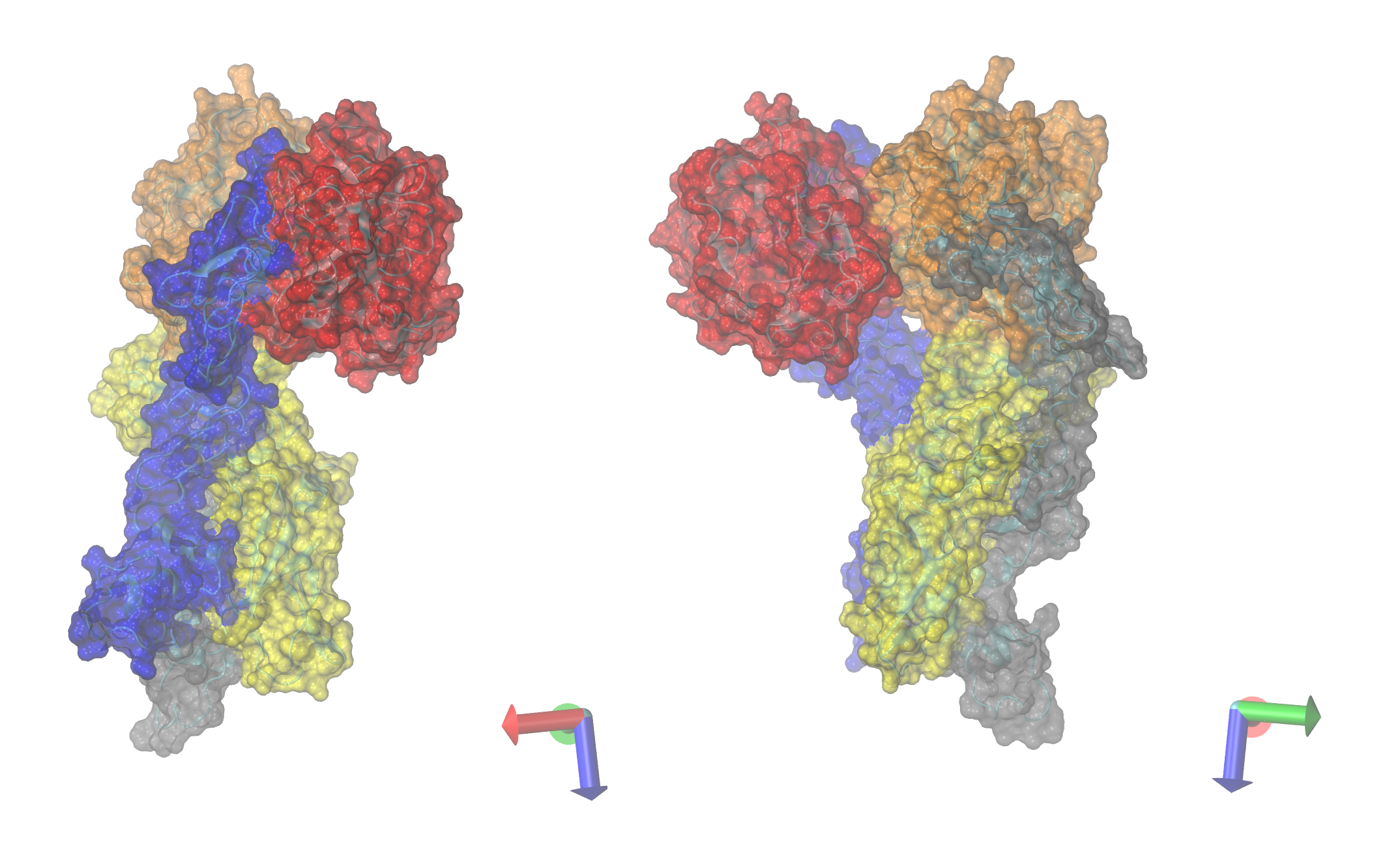
Bänder-/Oberflächenmodell von Faktor Xa (blau/rot) mit Faktor VIIa (dunkelgrün/grau) und Gewebefaktor (hellgrün) nach PDB.

Der Gewebefaktor ist der Rezeptor auf der Zellmembran für aktiviertes Proconvertin (Faktor VIIa).
Die am besten erforschte Funktion des Gewebefaktors ist seine Rolle bei der Blutgerinnung. Der Komplex aus Gewebefaktor mit Proconvertin katalysiert die Umwandlung des inaktiven Stuart-Prower-Faktors (Faktor X) in aktivierten Faktor Xa. Zusammen mit Proconvertin bildet der Gewebefaktor den extrinsischen Pfad der Blutgerinnung, bei dem eine Verletzung der Blutgefäße durch schnellstmögliche Blutgerinnung unterbunden werden soll (siehe auch Hämostase). Dem steht der intrinsische Pfad gegenüber, bei dem der Stuart-Prower-Faktor durch eine Kaskade von bereits im Blut befindlichen Faktoren aktiviert wird.
Außerdem gehört der Gewebefaktor zu einer Gruppe von Proteinen, die unter dem Oberbegriff „Cytokin Rezeptor Klasse II“ zusammengefasst werden. Die Mitglieder dieser Gruppe werden von Zytokinen, kleinen Proteinen, die das Verhalten von weißen Blutkörperchen beeinflussen, aktiviert. Weiterhin wurde festgestellt, dass die Bindung von aktiviertem Proconvertin am Gewebefaktor Signalprozesse innerhalb der Zelle auslöst. Diese Signalprozesse spielen eine Rolle bei der Bildung neuer Blutgefäße (Angiogenese) und bei der Hemmung des programmierten Zelltods (Apoptose).

## Vorkommen
Der Gewebefaktor wird von Zellen exprimiert, die normalerweise nicht mit fließendem Blut in Verbindung stehen, wie zum Beispiel Zellen im Subendothel (Bindegewebsschicht) und von Zellen, die Blutgefäße umgeben (z. B. Fibroblasten). Das ändert sich wenn die Blutgefäße beschädigt werden (z. B. durch Verletzung). Die Zellen mit Thrombokinase geraten in Kontakt mit Proconvertin, das im Blut zirkuliert. Dies vertausendfacht die Aktivität des Proconvertins.
Die innere Wand von Blutgefäßen besteht aus Endothelzellen, welche den Gewebefaktor nur ausbilden, wenn sie entzündungsbildenden Molekülen, wie Tumornekrosefaktor Alpha (TNF-alpha) ausgesetzt sind. Auch Monozyten bilden den Gewebefaktor nach Kontakt mit entzündungsbildenden Molekülen aus.
Der Gewebefaktor ist auch auf zirkulierenden Mikropartikeln zu finden. Das sind Membranvesikel, welche aus Membranfragmenten bestehen, die von diversen Blutzellen wie Blutplättchen oder Monozyten abgegeben werden. Sie sind mit dem Gewebefaktor und anderen Proteinen wie Adhäsionsrezeptoren (zum Beispiel P-Selektin) beladen und spielen eine wichtige Rolle bei der Blutgerinnung.